# 天慶 (西夏)
天慶（西夏文：𘓺𘅝，1194年—1206年正月）是西夏桓宗李纯祐的年號，共計13年。
西夏《大方廣佛華嚴經入不思議解脫境界普賢行願品》發願文有「天慶乙卯二年九月二十日」字樣，《密咒圓因往生集》序文有「大夏天慶七年歲次庚申孟秋望日」字樣，武威西夏墓木椽塔上有「天慶八年歲次辛酉」字樣。
西夏官印記載的使用時間最久為「天慶八年」。

## 改元
- 乾祐二十五年（1194年）——改元為天慶元年。[4]
- 天慶十三年（1206年）——正月二十日，改元為應天元年。[4]

## 大事記
- 天慶十三年——正月二十日，李純祐被廢，改立李安全。[4]

## 纪年對照表
| 天慶 | 元年   | 二年   | 三年   | 四年   | 五年   | 六年   | 七年   | 八年   | 九年   | 十年   |
| ---- | ------ | ------ | ------ | ------ | ------ | ------ | ------ | ------ | ------ | ------ |
| 公元 | 1194年 | 1195年 | 1196年 | 1197年 | 1198年 | 1199年 | 1200年 | 1201年 | 1202年 | 1203年 |
| 干支 | 甲寅   | 乙卯   | 丙辰   | 丁巳   | 戊午   | 己未   | 庚申   | 辛酉   | 壬戌   | 癸亥   |
| 天慶 | 十一年 | 十二年 | 十三年 |        |        |        |        |        |        |        |
| 公元 | 1204年 | 1205年 | 1206年 |        |        |        |        |        |        |        |
| 干支 | 甲子   | 乙丑   | 丙寅   |        |        |        |        |        |        |        |

## 同期存在的其他政权年号
- 中國
  - 绍熙（1190年－1194年）：宋—宋光宗赵惇之年號
  - 慶元（1195年－1200年）：宋—宋寧宗趙擴之年號
  - 嘉泰（1201年－1204年）：宋—宋寧宗趙擴之年號
  - 開禧（1205年－1207年）：宋—宋寧宗趙擴之年號
  - 天喜（1178年－1211年）：西遼—遼末主耶律直魯古之年號
  - 明昌（1190年－1196年）：金朝—金章宗完顏璟之年號
  - 承安（1196年－1200年）：金—金章宗完顏璟之年號
  - 泰和（1201年－1208年）：金—金章宗完顏璟之年號
  - 身聖（1196年）：金朝時期—德壽、陁鎖之年號
  - 元亨（1185年－1195年）：大理—段智興之年號
  - 定安（1195年－1200年）：大理—段智興之年號
  - 鳳曆（1200年－？）：大理—段智廉之年號
  - 元壽（？－1204年）：大理—段智廉之年號
  - 天開（1205年－1225年）：大理—段智祥之年號
- 越南
  - 天資嘉瑞（1186年－1202年）：李朝—李龍翰之年號
  - 天嘉寳祐（1202年－1204年）：李朝—李龍翰之年號
  - 治平龍應（1205年－1210年）：李朝—李龍翰之年號
- 日本
  - 建久（1190年－1199年）：後鳥羽天皇與土御門天皇之年号
  - 正治（1199年－1201年）: 土御門天皇之年号
  - 建仁（1201年－1204年）: 土御門天皇之年号
  - 元久（1204年－1206年）：土御門天皇之年号
  - 建永（1206年－1207年）: 土御門天皇之年号

## 深入閱讀
- 李崇智. . 北京: 中華書局. 2004年12月. ISBN 7101025129.
- 鄧洪波. . 臺北: 國立臺灣大學東亞經典與文化研究計劃. 2005年3月  [2021-12-13]. ISBN 9789860005189. （原始内容 (pdf)存档于2007-08-25）.
- 長部和雄.  (PDF). 東京: 京都大學. 1933年7月1日  [2021年12月13日]. ISBN. （原始内容 (pdf)存档于2021年12月9日）.
- 長部和雄.  (PDF). 東京: 京都大學. 1933年10月1日  [2021年12月18日]. ISBN. （原始内容 (pdf)存档于2021年12月18日）.

## 參看
- 中國年號索引
- 其他政权使用的天慶年号

| 前一年號： 乾祐 | 西夏年号 1194年－1206年 | 下一年號： 应天 |